# Winter-Asienspiele 1990
Die 2. Winter-Asienspiele waren eine multinationale Sportveranstaltung. Sie fanden vom 9. bis 14. März 1990 in der japanischen Stadt Sapporo statt.
Der ursprüngliche Ausrichter Indien trat aufgrund von technischen und finanziellen Schwierigkeiten von der Ausrichtung der Spiele zurück, sodass Japan erneut mit Sapporo als Veranstaltungsort einsprang.

## Teilnehmerländer
An den Winter-Asienspielen 1990 nahmen Sportler aus neun Ländern teil. Die Republik China, Iran und die Philippinen gaben ihr Debüt.
| - China (73) - Chinesisch Taipeh (5) - Indien (12) - Iran (10) - Japan (80) | - Mongolei (7) - Nordkorea (54) - Philippinen (1) - Südkorea (63) |

Hongkong war mit einer Delegation ohne Sportler vertreten.

## Sportarten
- Biathlon (Ergebnisse)
- Eishockey (Ergebnisse)
- Eisschnelllauf (Ergebnisse)
- Shorttrack (Ergebnisse)
- Ski Alpin (Ergebnisse)
- Skilanglauf (Ergebnisse)

## Medaillenspiegel
| Platz | Land      | Gold | Silber | Bronze | Gesamt |
| ----- | --------- | ---- | ------ | ------ | ------ |
| 01    | Japan     | 18   | 16     | 13     | 47     |
| 02    | China     | 9    | 9      | 8      | 26     |
| 03    | Südkorea  | 6    | 7      | 8      | 21     |
| 04    | Nordkorea | —    | 1      | 4      | 5      |
| 05    | Mongolei  | —    | —      | 1      | 1      |